# Grdenci
Grdenci is een plaats in de gemeente Zabok in de Kroatische provincie Krapina-Zagorje. De plaats telt 479 inwoners (2001).